# كارولين ويبستر
كارولين ويبستر (بالإنجليزية: Caroline Webster)‏ هي ممثلة بريطانية، ولدت في 1964 في كنت في المملكة المتحدة.

## وصلات خارجية
- كارولين ويبستر على موقع IMDb (الإنجليزية)
- كارولين ويبستر على موقع قاعدة بيانات الفيلم (الإنجليزية)
- كارولين ويبستر على موقع كينوبويسك (الروسية)